# Санторо (Бриндизи)
Санторо (итал. Santoro) је насеље у Италији у округу Бриндизи, региону Апулија.
Према процени из 2011. у насељу је живело 53 становника. Насеље се налази на надморској висини од 331 м.